# Diego Palomeque
Diego Palomeque, född 5 december 1993, är en friidrottare från Colombia. Han deltog vid olympiska sommarspelen 2016 och olympiska sommarspelen 2020.